# Færøske tunneler
De færøske tunneler har været vigtige i udviklingen med at forbinde Færøernes byer og bygder i et sammenhængende vejnet. Der er i øjeblikket 28 tunneler på Færøerne, med en samlet længde på mere end 72.393 meter. Tre af dem bruges ikke længere, da der er lavet nye og bedre tunneler i stedet, og så er der tre nye på vej, som enten åbnes i år eller tidlig næste år.  
Derudover arbejder man med 8 tunneler, med en samlet længde på mellem 40 og 45 kilometer. 
På færøsk kaldes «tunnel» tunnil eller berghol. Den ældste tunnel er Gamli Hvalbiartunnilin, der blev sprængt igennem den 28. december 1962 og åbnede i 1963. Den blev lukket i 2021 da den nye tunnel til Hvalba åbnede.
Færøernes første undersøiske tunnel er Vágatunnilin,, som forbinder øerne Streymoy og Vágar. Tunnelen går fra Leynar, ikke langt fra Vestmanna og over Vestmannasund. Tunnelen forbinder dermed Tórshavn med Vágar lufthavn. Den er totalt 4,9 km lang og blev indviet den 10. december 2002.
Den længste færøske tunnel er den 11,2 km lang undersøiske Eysturoyartunnilin fra Streymoy til Eysturoy, der åbnede for trafik den 19. december 2020. Der er tre tilkørsler og en undersøisk rundkørsel hvor vejen fra Tórshavn deler sig i to retninger. Den ene tunneldel fører til den vestlige arm af fjorden Skálafjørður og kommer op i bygden Strendur. Den anden tunneldel kommer op ved Runavík, som ligger på den østlige arm af Skálafjørður. Fra Tórshavn til Runavík er der dog "kun" 9,6 kilometer og fra Tórshavn til Strendur er der 9,1 kilometer. Det laveste punkt i Eysturoyartunnilin er 187 meter under havoverfladen.
Sandoyartunnilin åbnede for offentligheden den 21. december 2023.Dens længde er 10,8 kilometer og laveste punkt 155 meter under havbunden, og dermed er den Færøernes længste tunnel. Tunnelen forbinder øen Sandoy med det centrale Færøerne. Tunnelportalerne starter ved Gamlarætt på Streymoy, vest for Tórshavn og i Traðardalur midt på øen Sandoy, mellem bygderne Skopun og Sandur.
Der er tunnelafgift for gennemkørsel i de fire undersøiske tunneler.
| Navn                                           | Byggeår | Længde (m) | Bredde (m) |
| ---------------------------------------------- | ------- | ---------- | ---------- |
| Gamli Hvalbiartunnilin - lukket nu             | 1963    | 1.450      | 3,3        |
| Gamli Árnafjarðartunnilin - lukket nu          | 1965    | 1.680      | 3,5        |
| Gamli Hvannasundstunnilin - lukket nu          | 1967    | 2.120      | 3,5        |
| Sandvíkartunnilin                              | 1969    | 1.500      | 3,3        |
| Hvannasundstunnilin                            | 1976    | 2.520      | 7,0        |
| Leynartunnilin                                 | 1977    | 760        | 7,0        |
| Villingadalstunnilin                           | 1979    | 1.193      | 3,5        |
| Ritudalstunnilin                               | 1980    | 683        | 3,5        |
| Mikladalstunnilin                              | 1980    | 1.082      | 3,5        |
| Leirvíkartunnilin                              | 1985    | 2.238      | 7,0        |
| Trøllanestunnilin                              | 1985    | 2.248      | 3,5        |
| Teymur í Djúpadal                              | 1985    | 220        | 3,5        |
| Kunoyartunnilin                                | 1988    | 3.031      | 3,5        |
| Kollfjarðartunnilin                            | 1992    | 2.816      | 7,0        |
| Sumbiartunnilin                                | 1997    | 3.240      | 6,0        |
| Vágatunnilin                                   | 2002    | 4.940      | 7,0        |
| Gásadalstunnilin                               | 2006    | 1.410      | 3,5        |
| Norðoyatunnilin                                | 2006    | 6.186      | 7,0        |
| Hovstunnilin                                   | 2007    | 2.435      | 7,0        |
| Viðareiðistunnilin                             | 2016    | 1.940      | 6,5        |
| Eysturoyartunnilin (med undersøisk rundkørsel) | 2020    | 11.238     | 8,0        |
| Nýggi Hvalbiartunnilin                         | 2021    | 2.524      | 7,0        |
| Sandoyartunnilin                               | 2023    | 10.850     | 8,0        |
| Nýggjur Árnafjarðartunnilin                    | 2024    | 1.889      | 7,0        |
| Nýggjur Hvannasundstunnilin:                   | 2024    | 2.200      | 7,0        |
| Fámjinstunnilin                                | 2025    | 1.200      | 7,0        |
| Tilsammen                                      | 73.593  |            |            |

## Planlagte tunneler
Suðuroyartunnilin er et fremtidigt projekt. Landsverk har oplyst, at de vil anbefale, at man vil bygge to tunneler, da der er tale om en meget lang strækning fra Sandoy til Suðuroy. Hvis man kun laver en undersøisk tunnel mellem de to øer, vil den blive 22,8 kilometer lang. Af sikkerhedsmæssige og økonomiske årsager vil det være bedre at bygge to undersøiske tunneler til Suðuroy, hvor den ene forbinder øen Sandoy med øen Skúvoy, og den anden forbinder Skúvoy med Suðuroy. Tunnelen mellem Sandoy ved bygden Sandur og Skúvoy vil være 9 kilometer lang. Tunnelen mellem Skúvoy og Suðuroy vil være 17,2 km lang. Det blev også oplyst, at færgen Smyril, som sejler mellem Tórshavn og Suðuroy pr. 2017 er 12 år gammel, og at dens levetid er begrænset til højst 30 år. En ny færge vil koste over en milliard og de to tunneler vil formodentligt komme til at koste ca. 3 milliarder danske kroner. Færgen er dyr i drift, så det vil på lang sigt betale sig, at bygge undersøiske tunneler i stedet for at bygge en ny færge om nogle år.
Lagtinget behandler i øjeblikket (slut marts 2025) et forslag til om en fast direkte forbindelse mellem Sandoy og Suðuroy, hvor der åbnes op for en lille sidetunnel til Skúgvoy. Den forventede pris, baseret på 2024 priser ligger mellem fire og fem milliarder.
| Navn | Åbnes | Længde    | Forbinder                                            |
| --- | ----- | --------- | ---------------------------------------------------- |
| Suðuroyartunnilin (en undersøisk tunnel, der vil forbinde Suðuroy med det centrale Færøerne via Sandoy, sandsynligvis med en lille sidetunnel til Skúgvoy) | ?     | 22.800    | Sandoy–Suðuroy 22.800 m og en sidetunnel til Skúgvoy |
| Gjáartunnilin | ?     | 700 (ca.) | Gjógv–Funningur                                      |
| Dalstunnilin | 2025  | 2.200     | Dalur-Húsavík                                        |
| Nýggi Sandvíkartunnilin - Det anbefales, at tunnelen bygges før Suðuroyartunnilin.                                                                         | ?     | 2.500     | Sandvík-Hvalba                                       |

## Eksterne links
- hagstova.fo Arkiveret 18. november 2008 hos  Wayback Machine